# موهنا (الريف الشرقي)
موهنا (بالفارسية: مهنا) هي منطقة سكنية تقع في إيران في قسم الريف الشرقي الريفي. يقدر عدد سكانها بـ 29 نسمة بحسب إحصاء 2016.